# Masai Ujiri

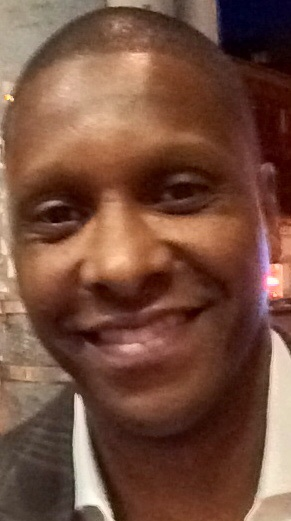
Masai Ujiri (2014)

Masai Ujiri (* 7. Juli 1970 in Bournemouth, Vereinigtes Königreich) ist der Präsident der Toronto Raptors in der US-amerikanischen National Basketball Association (NBA). 

## Leben
Ujiri ist Sohn eines Krankenhausverwalters. Bevor er sich dem Basketball zuwandte, spielte er überwiegend Fußball. Sein Vorbild war Hakeem Olajuwon, ein in Nigeria geborener NBA-Star. Er spielte Collegebasketball am Bismarck State College, wechselte dann zur Montana State University Billings, verließ jedoch diese Hochschule nach einem Semester. Danach spielte er sechs Jahre lang Basketball in Europa, bevor er zum unbezahlten Scout der Orlando Magic wurde. In der nächsten Saison boten ihm die Denver Nuggets eine bezahlte Scout-Position an, die er annahm. Dort blieb er vier Jahre und wechselte dann nach Toronto zu den Raptors. 2010 kehrte er nach Denver zurück und nahm die Position des General Managers an. Seit Sommer 2018 ist er der Präsident der Raptors.  
Zum Ende der Saison 2012/13 beendete er seine Tätigkeit in Denver und nahm dieselbe Stelle in Toronto an. Am Ende dieser Saison wurde er auch zum NBA Executive of the Year gewählt.